# Rupilius nigrosignatus
Rupilius nigrosignatus är en insektsart som beskrevs av Carl Stål 1876. Rupilius nigrosignatus ingår i släktet Rupilius och familjen syrsor. Inga underarter finns listade i Catalogue of Life.